# Palude (romanzo)
Palude (The White Road) è un romanzo dello scrittore irlandese John Connolly.
 Originariamente pubblicato nel Regno Unito nel 2002, è il quarto  romanzo del ciclo dedicato alle storie dell'investigatore Charlie Parker, detto Bird. 
 Nell'ambito del ciclo, il romanzo ad esso  precedente è Gente che uccide (The Killing Kind), quello seguente è L'angelo delle ossa (The Dark Angel).

## Incipit
(Traduzione dall'inglese di Stefano Bortolussi)

## Titolo
Il titolo originale del romanzo The White Road, "la Strada Bianca", si ispira ad alcuni versi del poeta e drammaturgo T.S. Eliot (1888 - 1965), statunitense di nascita ma naturalizzato inglese. I versi, tratti da The Waste Land (La Terra Desolata) sono citati anche in apertura del romanzo stesso.
(T.S. Eliot, The Waste Land (La Terra Desolata))
All'interno del romanzo uno dei personaggi chiarisce ulteriormente il concetto, espresso da T.S Eliot secondo i canoni della poetica simbolista. Dice infatti Tereus: "Ecco cos'è la Strada Bianca, signore. È il luogo in cui viene fatta giustizia, in cui i vivi e i morti camminano fianco a fianco. [...] E non [...] conviene abbandonarla, perché ciò che è in agguato nei boschi è peggio di qualsiasi cosa riesca a immaginare". 
 Con l'immagine delle "cose" in agguato ai margini della strada l'autore introduce anche una figura che all'interno del ciclo assumerà una certa importanza: quella degli angeli caduti o angeli neri, ovvero dei demoni.
Il titolo italiano del romanzo si riferisce invece al luogo in cui si svolgono parecchi episodi importanti della narrazione: la palude del Congaree nella Carolina del Sud, un territorio realmente esistente e dichiarato in larga parte monumento nazionale.
 In subordine viene forse considerato anche il significato traslato di "palude" come "immobilismo" spirituale e morale.

## Trama
Bird e Rachel vivono insieme da quattro settimane, aspettano un figlio e hanno un cane di nome Walter. Bird ha venduto la vecchia casa del nonno e ne ha acquistata un'altra, sempre a Scarborough, nei pressi di una vasta palude salata.
 La vita sembra scorrere abbastanza tranquilla anche se Bird è ancora tormentato dalle sue visioni e dall'impegno che sente di avere nei confronti dei deboli, degli uccisi e dei perduti: come Cassie Blythe, una ragazza scomparsa ormai da sei anni, i cui genitori sperano ancora.
 La relativa serenità di Bird e di Rachel viene bruscamente interrotta da una telefonata. Elliot Norton, avvocato di Charleston e vecchio amico di Bird, lo chiama per avere il suo aiuto: ha accettato di difendere un ragazzo di colore, Atys Jones, accusato di aver stuprato e ucciso a sassate la sua bella fidanzata bianca. La ragazza, Marianne Larousse, era figlia di Earl Larousse, un ricco industriale sudista con innumerevoli agganci politici e personali, la cui dinastia affonda le radici nella storia stessa dello Stato.
 Inizialmente Bird non vorrebbe farsi coinvolgere, poi il suo senso morale prende il sopravvento; con la riluttante approvazione di Rachel parte per il South Carolina e una volta arrivato scopre che la situazione di Atys Jones è veramente disperata: è quasi come se il ragazzo - che pure si dichiara innocente - fosse già stato giudicato e condannato, e c'è ben poco da fare in suo favore, tranne nasconderlo in una casa sicura in attesa dell'imminente processo.
 Ripercorrendo le testimonianze sull'omicidio e le labili tracce in suo possesso, Bird scopre vari elementi del passato che forse gettano ancora le loro ombre sul presente e che in qualche modo potrebbero essere collegati all'indagine: Addy e Melia Jones, la madre e la zia di Atys, sono scomparse nel nulla da diciannove anni, e un gruppo di ex adolescenti, legati tra loro da vincoli di amicizia e di dipendenza, sono oppressi da un vecchio segreto. 
 Infine un ex detenuto semicieco di nome Tereus, tra allusioni e reticenze, racconta a Bird molti fatti interessanti che indirizzano l'attenzione dell'investigatore verso la vicina palude del Congaree, un territorio vasto ed oscuro, depositario di troppi segreti e infestato dalla visione - o forse dal fantasma- di una donna ammantata di bianco.
 Si verificano alcune strane morti, suicidi, sparizioni; scompare anche Elliot Norton, la cui auto piena di sangue viene ritrovata abbandonata in un canale fuori città.
 Alla fine, mettendo insieme tutti i particolari di cui dispone, Bird ricostruisce la verità e comprende di essere stato tradito e usato, attirato in una trappola i cui confini vanno ben oltre l'omicidio di Marianne Larousse.
 L'epilogo della vicenda non vede né vinti né vincitori ma solo un gran numero di morti; e Bird deve accontentarsi di aver reso giustizia ad alcune vittime del passato e ad altre del presente.
 Il romanzo prosegue portando a termine la vicenda di Aaron Faulkner, iniziata nel precedente Gente che uccide (The Killing Kind).
 Durante l'assenza di Bird dal Maine sono accaduti alcuni fatti inquietanti: il vecchio predicatore era stato incarcerato con gravi accuse, tuttavia grazie all'appoggio di varie associazioni religiose e di estrema destra i suoi avvocati stanno provando a fargli concedere la libertà su cauzione per motivi di salute. Ciò prelude per Bird e per i suoi ad un futuro denso di pericoli perché è scontato che una volta libero Faulkner non rinuncerà a vendicarsi: dalla prigione, all'insaputa di tutti, è già riuscito a sguinzagliare contro Rachel un assassino psicopatico che metterà lei stessa e molti altri in una situazione di grave rischio.
 Dopo esser stato effettivamente rilasciato, il reverendo Faulkner si appresta a scomparire per nascondersi: Louis però, con il prezioso aiuto del rabbino Ben Epstein e della sua organizzazione, ha elaborato un'accorta strategia d'assalto che gli permetterà di risolvere una volta per tutte il problema costituito dal malvagio predicatore, vendicando contemporaneamente il compagno Angel, che nello scontro con i Faulkner ha affrontato grandi sofferenze fisiche e morali.

### Particolarità narrativa
Inframmezzata ad altri segmenti narrativi, il Prologo del romanzo contiene la ricostruzione di un episodio al quale le storie di Charlie Parker accennano spesso: il linciaggio, avvenuto nella Georgia degli anni Sessanta, di Errol Rich, il cosiddetto "uomo che brucia" (the burning man), impiccato e arso vivo non lontano dalla casa di Louis.

## Personaggi
- Charlie "Bird" Parker. Gli è dispiaciuto lasciare la vecchia casa di Scarborough, con tutti i ricordi che conteneva; pensa però che la vita che lo aspetta con Rachel e con il bambino che sta per arrivare meriti qualcosa di nuovo e la possibilità di creare altri ricordi, forse migliori di quelli del passato.
 Bird sta finalmente vivendo la concreta speranza di un radicale cambiamento, ma l'attività investigativa e la sua immutata empatia continuano ad essere fonte di sofferenza.

- Rachel Wolfe. La gravidanza ha dato anche a lei una nuova tranquillità. Tuttavia gran parte delle sue speranze si infrangono contro la necessità di difendere ciò che sta provando a costruire: come già nel passato, Rachel si trova addirittura costretta ad uccidere, e a dover comunque accettare Bird per ciò che è.
- Louis ed Angel. Ai personaggi il romanzo accorda largo spazio. I due affiancano come al solito Bird nelle fasi più complesse e rischiose dell'indagine, ma vengono anche meglio definiti a livello individuale: il capitolo 13 contiene la biografia di entrambi, sino al loro primo incontro.
 Di Louis vengono rievocate l'infanzia e l'adolescenza nella Georgia razzista degli anni sessanta; viene narrato anche il suo primo omicidio, quello del malvagio Deber, il responsabile della morte di sua madre.
 Di Angel viene ugualmente rievocata la triste infanzia di bambino abusato, e successivamente le numerose esperienze carcerarie, tra cui quella della sanguinosa rivolta ad Attica negli anni settanta. Queste note biografiche spiegano tra l'altro perché la brutta esperienza vissuta da Angel con i Faulkner[3] sia risultata psicologicamente tanto traumatica: al di là del dolore fisico, ciò a cui è stato sottoposto ha rievocato gli spiacevoli fantasmi del passato.
- Elliot Norton. È un vecchio amico di Bird, sin dai tempi di New York. Ha iniziato la carriera come viceprocuratore distrettuale presso la Divisione Omicidi di Brooklyn poi, dopo il matrimonio, è tornato nella natia South Carolina per esercitare la professione legale.
 La sua debolezza per le donne lo ha condotto al divorzio, ma continua a fare l'avvocato.
- Atys Jones. È molto giovane e non particolarmente simpatico, ma l'arroganza è solo un modo per coprire la paura. Atys sa quanto sia difficile dimostrare la sua innocenza: il processo al quale sta per essere sottoposto rischia di essere una pura formalità, al termine della quale lo attende l'iniezione letale.
 Forse di Marianne era veramente innamorato, più di quanto lei lo fosse di lui, ma i Jones e i Larousse sono divisi da una faida secolare risalente all'epoca in cui i Larousse erano già ricchi possidenti e i Jones lavoravano come schiavi nelle loro piantagioni di riso, e i due ragazzi vengono parzialmente schiacciati dal peso di un passato del quale non sono nemmeno del tutto consapevoli.
- Tereus. È un ex detenuto semicieco, rilasciato da un carcere dell'Alabama dopo aver scontato vent'anni per omicidio. Ora fa il predicatore; conosceva la madre e la famiglia di Atys Jones ed ha regalato al ragazzo un crocefisso di acciaio che nasconde una lama letale.
 La sua razza incerta - un misto di sangue nero, indiano, britannico, portoghese e forse anche turco - lo rende un reietto emarginato da tutti.
- I Larousse. Rappresentano l'aristocrazia bianca industriale e terriera del Sud ancora parzialmente razzista. Il capostipite Earl Larousse era il padre di Marianne, ed ha un altro figlio: Earl Larousse jr.
- Landron Mobley. È una guardia carceraria caduta in disgrazia dopo gravi accuse di abusi commessi contro le detenute in sua custodia. È un uomo rozzo, violento ed egocentrico. Amico di gioventù tanto di Earl Larousse quanto di Elliot Norton.
- Aaron Faulkner. Dopo i fatti narrati nel precedente romanzo Gente che uccide (The Killing Kind) è stato rinchiuso nel carcere di Stato a Thomaston nel Maine. I suoi avvocati stanno cercando di minimizzare le accuse e di fargli concedere la libertà su cauzione per motivi di salute.
 Il problema per Bird e per i suoi è dato dal fatto che l'anziano predicatore non ha rinunciato all'idea di vendetta.
- Ben Epstein. Già comparso nel precedente romanzo Gente che uccide (The Killing Kind) l'anziano rabbino di New York è uno di coloro che sono molto interessati alla sorte del reverendo Faulkner, tanto per ragioni di giustizia quanto per sete di vendetta.
 In considerazione dei comuni obiettivi, Louis ed Angel non hanno del tutto perduto i contatti con lui e con la sua organizzazione.
- Roger Bowen. Nato nel South Carolina alla fine degli anni cinquanta, ha fatto parte di numerosi gruppi razzisti e di estrema destra prima di fondare la sua personale organizzazione, quella dei Confederati Bianchi. 
 Mantiene un basso profilo ma in realtà è molto attivo. Si è mobilitato a favore del reverendo Aaron Faulkner (raccogliendo tra l'altro i fondi necessari a coprire l'astronomica cauzione per il rilascio) con l'intenzione di servirsene poi per i propri scopi.
- Kittim. È il braccio destro (e più violento) di Roger Bowen. Le sue origini sono misteriose, anche se tutti lo considerano una specie di leggenda.
 Il nome con il quale è conosciuto si riferisce alla tradizione ebraica: nella lotta tra il Bene e il Male i Kittim erano gli agenti terreni dell'oscurità destinati al combattimento finale contro i figli della luce.
 Il nome del killer indica la sua appartenenza ad un mondo al confine tra il reale e il soprannaturale: in sostanza lo si può considerare un demone in forma umana.

## Cronologia
Il principale riferimento temporale del romanzo è legato alla gravidanza di Rachel, che Bird afferma essere entrata nel secondo trimestre. Poiché Rachel è rimasta incinta nella primavera 1998, la narrazione di Palude sembrerebbe estendersi tra l'estate e l'inizio d'autunno di quello stesso anno. Tuttavia in base ad altri elementi (l'età di Atys Jones, la data della scomparsa di sua madre e sua zia, la lunghezza della carriera di un uomo politico citato all'inizio del cap.19) l'anno risulterebbe invece il 2000.
 Il romanzo contiene anche numerosi episodi in flashback, il più esteso dei quali è la rievocazione del linciaggio di Errol Rich, avvenuto in Georgia verso le nove della sera del 17 luglio 1964.

## Edizioni

### Edizione originale
- John Connolly, The White Road, Hodder & Stoughton, 2002

### Edizioni italiane
- John Connolly, Palude, traduzione di Stefano Bortolussi, Rizzoli, 2003, pp.464 - ISBN 88-17-87231-8
- John Connolly, Palude, traduzione di Stefano Bortolussi, Rizzoli SuperPocket Best Thriller, 2003, pp.464 - ISBN 88-462-0341-0
- John Connolly, Palude, traduzione di Stefano Bortolussi, Rizzoli, BUR Narrativa, 2004, pp.464 - ISBN 88-17-00258-5

### Altre edizioni
- John Connolly, The White Road, Simon & Schuster, 2003
- John Connolly, The White Road, Hodder Paperback, 2003
- John Connolly, The White Road, Mass Market Paperback, Pocket publisher, 2004

### Edizioni multimediali
- John Connolly, The White Road (Charlie Parker Series # 4). Formato: e-book scaricabile via Wi-Fi e 3G, pp.400, 2003
- John Connolly, The White Road. Formato: Kindle Edition, Atria, New York, 2003